# The Need for Speed
Road & Track Presents: The Need for Speed là một trò chơi theo thể loại đua xe do Electronic Arts phát hành vào năm 1994. Trò chơi này đầu tiên được phát hành cho máy chơi game 3DO rồi sau đó phát triển sang các nền tảng khác như DOS, Play Station phiên bản đầu tiên và Sega Saturn. Đây là trò chơi đầu tiên của sê-ri game đua xe Need for Speed. Trò chơi này tập trung mô phỏng lái những chiếc siêu xe, bao gồm một số xe thể thao và các xe ô tô nhập khẩu từ Nhật Bản.